# Франсуа Сантоні
Франсуа Сантоні (корс. François Santoni, нар. 6 червня 1960, Аяччо — пом. 17 серпня 2001, Моначія-д'Оллен) — корсиканський політичний діяч, був одним із лідерів FLNC.

## Біографія
У 1978 році поповнив ряди FLNC, де у 1982 році став очільником зони Гравони, долини поблизу Аяччо. Роботу вчителем поєднував із підпільною діяльністю, керував групою з тридцяти людей.
Був заарештований у 1985 році та засуджений до 8 років позбавлення волі за скоєння терактів. Саме у Флері-Мерожис він вперше зустрів Жана-Мішеля Россі, з яким згодом мав дуже міцні дружні стосунки.
Після декількох переведень у різні в'язниці, Франсуа Сантоні був звільнений у травні 1989 року в Німі та амністований у серпні того ж року. Тоді він стає парламентським радником Макса Симеоні, європейського депутата-регіоналіста, обраного за списком «зелених». У результаті закінчення терміну повноважень Макса Симеоні, Сантоні стає офіційним керівником Центру навчання бізнесу та менеджменту і головою компанії з виробництва інкасаторських автомобілів «Bastia Securita».
У 1992 році виступив уповноваженою особою від FLNC для ведення перемовин із Францією. Того ж року він стає компаньйоном Марі-Елен Маттеї, адвоката з Бастії, яка роками забезпечувала захист націоналістичних активістів. 1996 року відбулася публічна сварка Сантоні з Марселем Лоренцоні, іншим активістом організації, який звинуватив його в переговорах з органами влади. У січні 1996 року він був обраний національним секретарем партії «Cuncolta» і наприкінці цього ж року перебував під слідством по справі рекету проти власника «Golf de Sperone». Він добровільно здається Трибуналу після арешту його компаньйонки у тій самій справі.

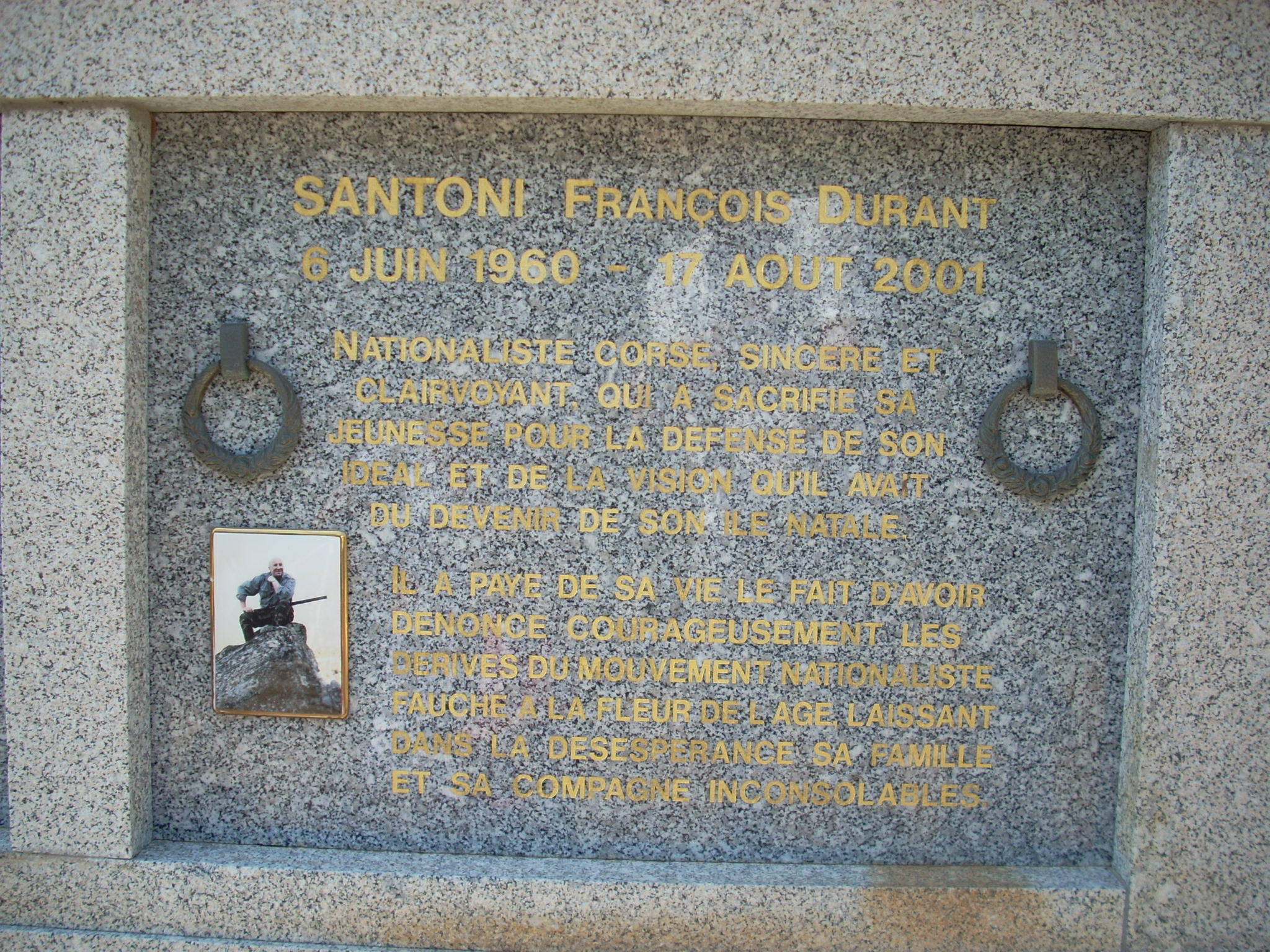
Надгробний напис на могилі Франсуа Сантоні.

Порвав контакти з FLNC після вбивства префекта Еріньяка. Водночас він створює активістську організацію «Armata Corsa» (дослівно «Корсиканська Армія»).
Франсуа Сантоні також є автором двох книжок:
- одна, написана у співавторстві з Жаном-Мішелем Россі, викривала мафіозні деформації корсиканського націоналістичного руху;
- інша була написана уже після смерті Жана-Мішеля Россі.

Франсуа Сантоні звинувачував оточення Шарля Пьєрі та мафіозні кола у тому, що вони наказали вбити Жана-Мішеля Россі.
Він був вбитий 13 кулями 17 серпня 2001 року на весіллі в Моначії-д'Оллен (Південна Корсика). Ймовірно, це вбивство пов'язане з сильною ворожнечею між колишніми фракціями FLNC, а також контактам банди «Морський бриз» з «Armata Corsa».